# 钟期光
钟期光（1909年1月2日—1991年5月22日），曾用名钟昱明，中国共产党党员，中国人民解放军上将，湖南平江人。他是中国人民解放军政治工作、军事教育和军事理论的研究领导者，被誉为“华野名将，学府高师”。
钟期光1924年加入中国国民党，1926年12月加入中国共产党。参加组织“平江扑城”暴动。历任平江县区农民协会委员长、共青团支部书记、中共平江下东特委秘书、平浏岳游击总队中队党代表、中共平江县委组织部部长、江西铜鼓县苏维埃文化委员会主席、县苏维埃政府代理主席、红五军秘书长、中国工农红军湘鄂赣总指挥部宣传科科长、中共湘鄂赣省委秘书长、湘鄂边中心县委书记兼独立团政委、红十六师政治部主任，坚持南方三年游击战争。抗日战争时期，历任新四军第一支队一团政治处主任、江南指挥部政治部副主任、苏北指挥部政治部主任、第一师政治部主任兼苏中军区政治部主任、苏浙军区政治部副主任。第二次国共内战时期，历任华中军区政治部副主任、华中野战军政治部主任、华东野战军政治部副主任、第三野战军政治部副主任、华东军政大学副政委。中华人民共和国成立后，历任中国人民解放军军事学院政治部主任、副政委兼政治部主任、政委、军事科学院副政委兼解放军军事科学院战史研究部部长。文化大革命时期遭迫害，此后担任军事科学院顾问。

## 生平

### 青年时代
1921年考入平江县天岳书院，积极参加学生运动。1924年，钟期光加入中国国民党，任国民党平江第九区党部青年委员。1926年中学毕业后，到平江南乡爽源镇白马庙小学教书，同时兼办农民夜校，从事农民运动。同年12月加入中国共产党。1927年曾任区农民协会委员长。马日事变后，参加湖南工农义勇军平江第1支队，曾任中共平江下东乡特委秘书，参加组织“平江扑城”暴动。
1928年7月，平江起义后，钟期光任中共平江县委组织部长、县苏维埃政府秘书长，并曾兼任军事部长，参与领导农民暴动。1930年7月调任红五军秘书长，参加进攻长沙的作战。后任湘鄂赣总指挥部宣传科科长、中共湘鄂赣省委秘书长、湘鄂边中心县委书记兼独立团政治委员等职，参加湘鄂赣苏区历次反围剿战争。红军长征后，曾任红16师政治部主任、湘鄂赣军区政治部宣传部部长兼省苏维埃政府教育部部长，坚持湘鄂赣游击战争。与傅秋涛、涂正坤、邓洪、刘玉堂等人号称湘鄂赣红军“五巨头”。

### 抗日战争时期
抗日战争爆发后，钟期光任新四军第一支队第一团政治处主任。1938年4月，他任抗日先遣支队政治部主任，协助粟裕率部深入敌后，参与指挥韦岗战斗。随后，他先后担任新四军第一支队政治部副主任、江南指挥部政治部副主任、苏北指挥部政治部主任。1941年4月，钟期光任新四军第一师政治部主任，后兼苏中军区政治部主任。先后参加指挥车桥战役、苏中反清乡和反扫荡战斗。1945年2月，钟期光率部南下，任苏浙军区政治部副主任。
他参与创建苏南、苏中和苏浙皖抗日根据地的领导工作。他坚持中共对军队的绝对领导，强调这种领导主要是通过政治工作来落实与保证的。在军队实行“精兵简政”中，他认为政工干部人数可以减少，但师、旅和分区政治机关绝对不能取消。1943年他总结推广“拥干爱兵”经验，改善官兵关系，后来在全军推广。在此期间，他根据战时政治工作的经验总结发表了《论部队中政治工作建设》等文章。在抗日战争期间，钟期光先后撰写并发表《对改进目前连队政治工作的意见》、《在整训中力求改善政治工作的领导方式问题》、《改造思想和改进我们的工作》、《论部队中政治工作建设》、《关于战时政治工作的几个问题》、《本师的五年》等论文和文章。

### 第二次国共内战时期
国共内战开始，1946年钟期光担任华中军区政治部副主任兼华中野战军政治部主任。他对部队进行深入的战前动员，发出《开始打》的政治工作指示，协助粟裕、谭震林开展思想政治工作，取得苏中战役胜利。苏中战役后，组织华中野战军政治部开展“功劳运动”，后被中央军委正式命名为“立功运动”。1947年1月，华中野战军与山东野战军合并，组成华东野战军，钟期光任政治部副主任。他负责和参与领导前线政治工作，组织部署战役动员、战场鼓动、执行政策与纪律、战后总结等工作。他主持推广了华东野战军一纵队《火线扩军，随补随打》的经验。1948年8月起草的《攻济打援的政治工作指示》中，明确提出“随俘、随补、随打”的扩军方针。济南战役后期，钟期光还负责对吴化文部的改编工作。淮海战役中，他协助粟裕等人组织政治领导。
1949年2月，钟期光任第三野战军政治部副主任，后任华东军区兼第三野战军政治部副主任。渡江战役后，钟期光担任上海市军管会政工部的领导，为恢复和稳定上海的生产与生活秩序做了大量工作。中华人民共和国成立前夕，组建华东军事政治大学，钟期光任副政委，后兼任党委书记。

### 中华人民共和国时期

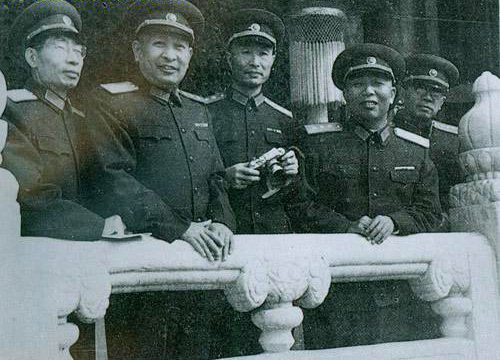
1961年10月1日，傅钟、钟期光、张爱萍、宋时轮、李涛（左起）在天安门城楼上

中华人民共和国成立后，他奉命协助刘伯承创办中国人民解放军军事学院。1951年起，他先后任军事学院政治部主任兼干部部长、副政委兼政治部主任。1955年9月，钟期光被授予中国人民解放军上将军衔，荣获一级八一勋章、一级独立自由勋章、一级解放勋章。1956年9月，当选中国共产党第八届中央委员会候补委员。1957年9月，钟期光任军事学院政治委员。1958年“反对教条主义”运动中，军事学院被诬称为“教条主义的大本营”。刘伯承、钟期光等被追究政治责任。不久，钟期光被免去政治委员职务，后又降职调离。 
1960年12月，钟期光任军事科学院副政委，1961年1月兼任战史研究部部长。在叶剑英元帅领导下，贯彻军委的科研方针；根据毛泽东主席的指示，他和其他院领导一起带领全院开展以编写解放军军令条例和战史为中心的各项学术研究工作。期间，他主张并提出“学习毛泽东思想的立场、观点和方法，而不是单纯引用语录”，“学习毛泽东思想要与创造相结合”，“不要光是马、恩、列、斯怎么说，毛泽东怎么说，还要看你怎么说！”。在学术研究领导方面，他强调战史研究要尊重历史事实。他主张研究干部尽量减少行政兼职，保证六分之五的科研时间。他要求政治工作要鼓励多出人才，多出成果。1963年11月，兼任中共军事科学院监察委员会书记。
文化大革命中，钟期光遭受政治迫害，被长期监禁，身心受到严重摧残。1972年，钟期光因患脑血栓未及治疗而致瘫痪。1973年，被解除隔离审查。1977年，被任命为中国人民解放军军事科学院顾问。1978年3月，当选为中国人民政治协商会议第五届全国委员会常务委员。12月，中共中央对钟期光受到的政治诬陷予以平反。1982年9月，在中共十二大上当选中央顾问委员会委员。1985年，钟期光参与签名，建议“废除领导职务终身制”，带头自动退出中顾委。1988年7月，被授予一级红星功勋荣誉章。1991年5月22日，钟期光因心脏病突发在北京逝世，享年83岁。他被官方评价为“中国共产党的优秀党员，久经考验的忠诚的共产主义战士，无产阶级革命家，我军杰出的政治工作、军事教育和军事理论研究领导者”。

## 著作
《论部队中政治工作建设》、《对改进目前连队政治工作的意见》、《在整训中力求改善政治工作的领导方式问题》、《改造思想和改进我们的工作》、《论部队中政治工作建设》、《关于战时政治工作的几个问题》等
- 《钟期光回忆录》1995-10解放军出版社

## 家庭
钟期光的夫人凌奔（1920-1986）祖籍安徽当涂。凌奔原名黄明英，为清军机大臣黄钺后人。1938年9月参加新四军，同年11月加入中国共产党。1942年春与钟期光结婚，时任新四军第一师政治文化教员。1986年9月16日在北京病逝。曾任南京军区子弟小学宇花小学校长，桃李天下。文革期间，不顾个人安危，收留、庇护了大量战友子女。因其成长于芜湖，人称“鸠兹侠女”。
钟期光夫妇有四子四女，儿子：钟德苏、钟德浙、钟德鲁、钟德东；女儿：钟德沪、钟德宁、张小庆（生下后就送给未曾生育的战友张崇文夫妇，文革期间，钟期光被批斗时张小庆主动认亲）、钟德南。
孙女：钟好好（即著名主持人、演员柯蓝）、钟以予；孙子：钟以山、钟以水。